# Jaromír Wíšo
Jaromír Wíšo (11. ledna 1909 Královské Vinohrady – 26. dubna 1992 Praha) byl český malíř postimpresionistické a cézánovské orientace, samouk a později Holanův žák 1929–1933.
Jeho obrazy jsou zastoupeny v Národní Galerii i ve všech sbírkách velkých českých galerií a sbírkách v zahraničí.
Jaromír Wíšo patřil k prvním signatářům Charty 77.

## Dílo
- Smíchovské zahrady
- Zimní krajina
- Řeka 1945
- Jaro v parku 1947
- Doma 1947
- Slunce zapadá 1958
- Zkouška krasojezdců 1945
- Tower Bridge 1966
- Ze Smíchovského přístavu 1962